# Mediaset
Mediaset S.p.A. — итальянская частная медиа- и телекоммуникационная компания (медиаконгломерат). Активна главным образом в сферах телевидения, производства и дистрибуции кино, мультимедиа и рекламы.
Акции компании котировались на Итальянской фондовой бирже с 1996 года с рыночной капитализацией на июль 2012 года примерно 1,33 млрд евро. Годовой оборот (выручка) — около $4 млрд евро. Контролируется холдинговой компанией Fininvest, принадлежащей семье Берлускони.
Имеет дочерние компании в других странах мира. Самая крупная из них — испанская медиагруппа Mediaset España Comunicación, котировавшаяся на Мадридской фондовой бирже.
Имеет около 6400 сотрудников и доли в более чем 40 компаниях во многих странах мира. Является второй самой крупной частной телевизионной корпорацией в Европе (после люксембургской RTL Group) и первой в Италии.
Является одним из лидеров по обороту (объёму продаж) среди медиакомпаний мира. В 2010 году заняла первое место в Италии и четвёртое место в Европе в рейтинге, публикуемом Thomson Reuters Extel. В 2013 году была на 39 месте среди медиакомпаний мира (сразу после американской Yahoo! Inc.).
Зарегистрированный офис находится в центре Милана (Вия Палеокапа, 3), а головной офис в Колоньо-Монцезе (Милан) (Виале Европа, 44/46/48).
С 1994 года президентом группы компаний Mediaset является Феделе Конфалоньери.
В ноябре 2021 года Mediaset объявила о масштабной реструктуризации, в рамках которой будет создана новая материнская компания MFE — MediaForEurope N.V., зарегистрированная в Нидерландах.